# Ceolwulf I van Mercia

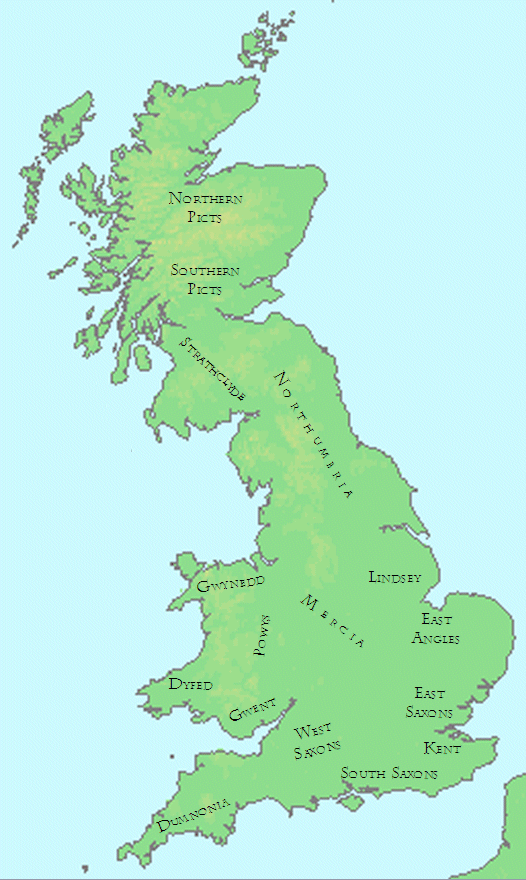
Groot-Brittannië aan het begin van de 9e eeuw.

Ceolwulf I van Mercia (? - 823) was de broer van de Merciaanse koning Coenwulf. Ceolwulf werd na diens dood in 821 tot koning van de Angelsaksische koninkrijken Mercia en Kent verheven. Zijn heerschappij duurde slechts twee jaar.

## Leven

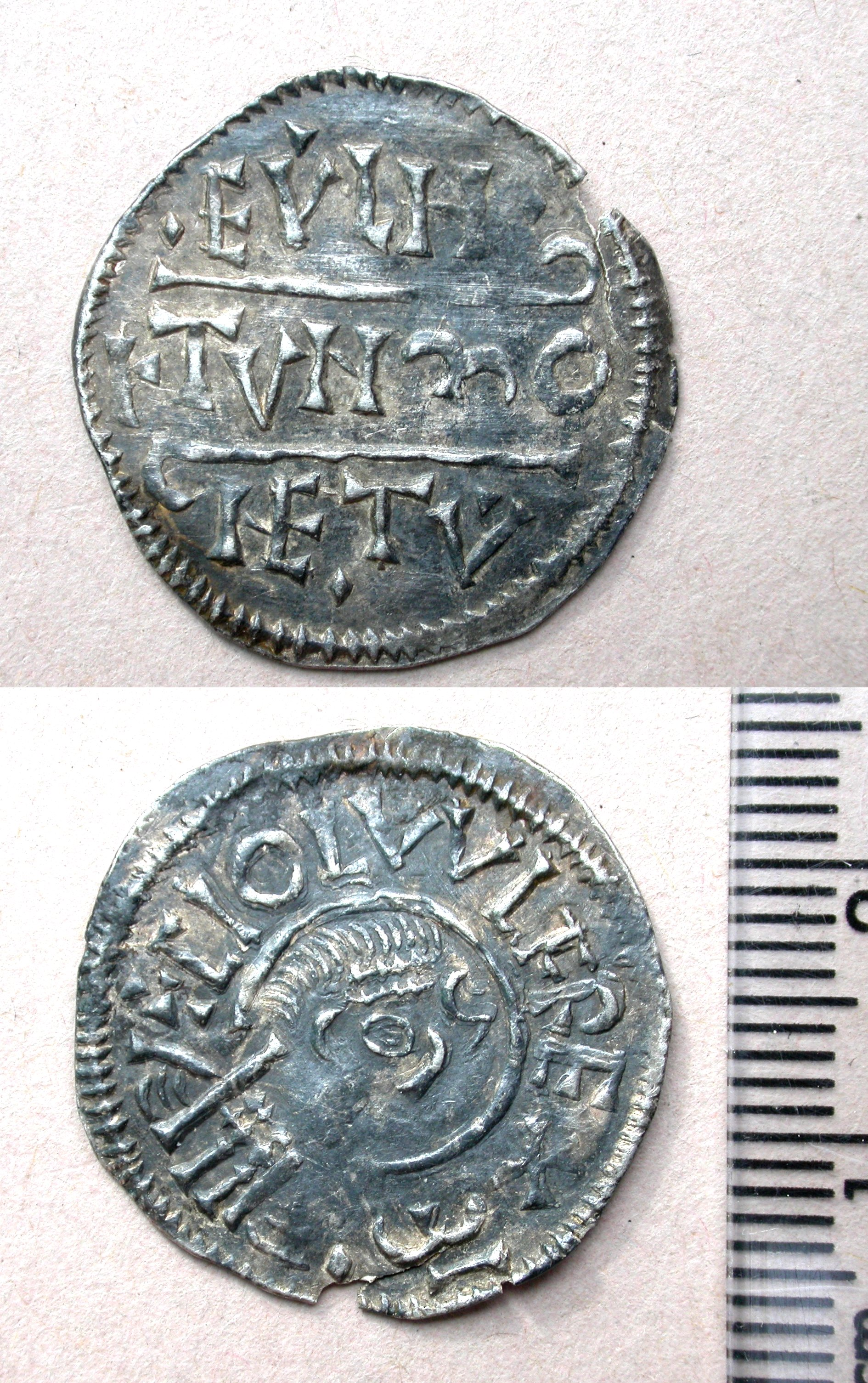
Penny, gemunt in Rochester, van Ceolwulf I van Mercia.

Hij was mogelijk een hertog (dux) onder de regering van zijn broer Coenwulf.
Tijdens zijn korte regeringsperiode zette hij de expansieve politiek van zijn voorganger tegenover de Welshe koninkrijken voort en bracht met de verovering van de vesting Deganwy in 822 het koninkrijk Powys kortstondig onder zijn controle. Vanaf het begin van zijn heerschappij werd Ceolwulf met binnenlandse onenigheid en ontelbare conflicten geconfronteerd, tegelijkertijd scheen hem de controle over Kent te ontglippen. Ceolwulf werd in 823 - na 26 mei, want toen schonk hij nog land aan aartsbisschop Wulfred in ruil voor een gouden en zilveren beker - door zijn opvolger, een zekere Beornwulf, afgezet.
Zijn dochter Ælfflæd trouwde met Wigmund, de zoon van Wiglaf, een opvolger van Ceolwulf afkomstig uit een andere linie die tussen 827 en 839 regeerde. Dit huwelijk was mogelijk een manier voor Wigmund om zijn legitimiteit te verhogen. Het paar had een zoon, Wigstan van Mercia, die het koningschap zou weigeren en koos voor een religieus leven (hij werd na zijn dood heilig verklaard).

### Secundaire bronnen
- J. Campbell (ed.), The Anglo-Saxons, Londen, 1982. ISBN 0-7148-2149-7.
- D.P. Kirby, The Earliest English Kings, Londen, 1991. ISBN 0-0444-5691-3.
- F.M. Stenton, Anglo-Saxon England, Oxford, 1971. ISBN 0-1928-0139-2.
- B. Yorke, Kings and Kingdoms of Early Anglo-Saxon England, Londen - New York, 2002. ISBN 978-0-415-16639-3. PDF (6,2 MB)